# 朝鮮冷杉
朝鮮冷杉（学名：Abies koreana）是一種只生長在韓國高山地區及濟州島生長的冷杉，最大的族群分布在濟州島。它們生長在海拔1000-1900米的溫帶雨林中，氣候寒冷及高雨量，夏天潮濕，冬天則經常下大雪。朝鮮冷杉是非常有名的觀賞植物，最特別的是其葉子及豐富的毬果。
朝鮮冷杉是細小至中等的常綠植物，高10-18米，樹幹直徑達0.7米。樹皮平滑及有樹脂溢出，呈灰褐色。葉子針狀，長1-2厘米，闊2-2.5毫米及厚0.5毫米，上表面呈深綠色，底部有兩條明顯的白紋，尖端稍微向上。葉子排列成螺旋型，但每根葉在底部都會扭曲，形成葉子傾向樹枝上的兩側，而很少在樹枝之下。樹枝最初是灰綠色的，成熟後變成灰粉紅色，有軟毛。毬果長4-7公分及闊1.5-2厘米，成熟前是深紫藍色的。膜狀鱗片很長，呈綠色或黃色，在球果中突出。毬果在5-6個月會成熟，分離時種子會從毬果飛出。
由於朝鮮冷杉適應寒冷，也需要降雪來幫助度過夏季，但氣候變遷帶來的氣溫上升使朝鮮冷杉面臨生存挑戰。